# Тереза (містечко, Вісконсин)
Тереза (англ. Theresa) — місто (англ. town) в США, в окрузі Додж штату Вісконсин. Населення — 1089 осіб (2020).

## Демографія
Згідно з переписом 2010 року, у місті мешкало 1075 осіб у 386 домогосподарствах у складі 316 родин. Було 401 помешкання
Расовий склад населення:
| - 98,4 % — білих - 0,6 % — азіатів - 0,4 % — чорних або афроамериканців - 0,3 % — корінних американців |

До двох чи більше рас належало 0,2 %. Частка іспаномовних становила 0,7 % від усіх жителів.
За віковим діапазоном населення розподілялося таким чином: 24,0 % — особи молодші 18 років, 64,8 % — особи у віці 18—64 років, 11,2 % — особи у віці 65 років та старші. Медіана віку мешканця становила 43,6 року. На 100 осіб жіночої статі у місті припадало 107,5 чоловіків;  на 100 жінок у віці від 18 років та старших — 112,2 чоловіків також старших 18 років.
Середній дохід на одне домашнє господарство  становив 82 104 долари США (медіана — 80 469), а середній дохід на одну сім'ю — 87 047 доларів (медіана — 84 250). Медіана доходів становила 51 176 доларів для чоловіків та 39 167 доларів для жінок. За межею бідності перебувало 1,0 % осіб, у тому числі 0,0 % дітей у віці до 18 років та 1,2 % осіб у віці 65 років та старших.
Цивільне працевлаштоване населення становило 634 особи. Основні галузі зайнятості: виробництво — 25,6 %, освіта, охорона здоров'я та соціальна допомога — 15,0 %, сільське господарство, лісництво, риболовля — 12,0 %, будівництво — 9,8 %.